# 美国陆军第99步兵营
第99步兵营（99th Infantry Battalion）是美国陆军中一支由会讲挪威语的官兵组成的部队。该单位于1942年7月在明尼苏达州里普利营组建，初始士兵人数为1001。该营隶属于第一集团军，但由于并不从属于特定的团级单位，所以其番号中加上了“独立”（separate）二字。

## 参与战斗
1944年6月22日晚间，第99步兵营在奥马哈海滩登陆，接着参与了攻取瑟堡的最后战斗。作为“独立”营，该部队不从属于任何团级单位，但会在部队有需要时加入不同单位的作战序列。自9月起，该营在比利时作战。1944年圣诞节期间，该营参与了突出部之役。
第99步兵营共参与作战101天。全营共有52人阵亡，207人负伤，6人失踪。207名伤员都曾多次负伤，还有几人甚至5次负伤，因此他们虽只有207人，但却一共获颁了305枚紫心勋章。

## 第474团
1945年1月19日，第99步兵营加入第474步兵团。后者刚刚组建，组建目的可能是如若部分德军撤出挪威，则发动进攻该国的行动。此时，驻挪德军先撤出后放火烧了芬马克，撤到了灵恩线（Lyngen Line）之后。
1945年4月2日，第474步兵团移师德国亚琛。第99步兵营此后的任务主要是巡逻和肃清仍有德军负隅顽抗的小片区域，直到5月11日。
1945年4月15-18日，包括第99步兵营在内的第474步兵团负责转移在默克斯探险矿山发现的纳粹宝藏。汉森特遣队（Task Force Hansen）的车队共将3762包货币、8307根金条、3326包金币以及大量装满了银、铂、珠宝以及艺术品的包裹运送到了法兰克福地区的安全场所。

## 战后
1956年9月30日，第351步兵团解散，驻地的步兵兵力缩减至营级规模，第99步兵营在亚拉巴马州拉克堡重新服役。但该营恢复服役的时间并不长，1958年3月24日，该部队解散。